# Радио Фавела
Радио «Фавела» (порт. Rádio Favela) — FM-радиостанция в Белу-Оризонти, Бразилия.
В эфире с 1981 года. Вещание ведётся из фавелы Носса-Сеньора-ди-Фатима (Пресвятая Дева Фатимы Nossa Senhora de Fátima) района Серра Белу-Оризонти. В первые годы вещания радиостанция считалась пиратской и подвергалась преследованиям со стороны властей. В настоящее время имеет официальный статус, подпадая под действие федерального закона об общественном радиовещании.
Частота вещания — 106,7 МГц.